# Робърт Грийн
 Тази статия е за английския футболист.  За писателя вижте Робърт Грийн (писател).  
Робърт Пол Грийн (на английски: Robert Paul Green) е английски футболист, роден на 18 януари 1980 т. в Чъртси, област Съри, Англия. Играе за Уест Хям като вратар, като е и първи избор.

## Кариера в Норич
Роден в Чъртси Робърт преминава през юношеските формации на Норич Сити, като прави първия си старт като титуляр на 11 април 1999 г. у дома при равенството 0:0 с Ипсуич, но титулярният вратар Анди Маршал се завръща и той остава втори избор за вратар до 2001 г. когато Анди напуска отбора. Той бе и звездата на отбора през сезон 2001/02 когато варди много добре на вратата на Норич, но все пак те изгубиха финалния мач на плейофите с дузпи от Бирмингам Сити въпреки че Роб направи уникално спасяване по време на продължението на мача.
Следващия сезон бе разочароващ за отбора, защото те завърщиха на две места от плейофите въпреки че през сезона Грийн запази 19 чисти мрежи като би рекорда си от предишния сезон с 18.
През 2003/04 той изигра важна роля за промоцията на своя отбор в Премиършип и дори бе избран на трето място за играч на сезона според феновете, завършвайки след Крейг Флеминг и Дарън Хъкърби.
Сезона в най-високото ниво в Английския футбол не е добър и канарчетата изпадат, въпреки че Грийн допусна едва 39 гола в 46 мача.
Следващите два сезона не са добри за играча, защото той получава някои тежки контузии.
През лятото на 2006 отбора на Робърт приема предложението на Уест Хям да купят играча за 2 милиона паунда, след като той изигра повече от 240 мача за отбора.

## Кариера в Уест Хям
Той подписва с чуковете за четири години и отново се среща с бившия си съотборник Дийн Аштън, който бе купен от Уест Хям през януари същата година. Грийн прави дебюта си на 22 октомври 2006 г. при загубата от Тотнъм с 1:0 на Уайт Харт Лейн. Две от най-добрите му изяви бяха при победите с 1:0 над Арсенал и Манчестър Юнайтед. Този сезон той го завърши с 9 чисти мрежи от 26 мача.
През сезон 2007/08 Робърт спасява първите три дузпи изпълнени срещу него, но четвъртата му бе вкарана на 9 февруари 2008 г. от Джеймс МакФадън от Бирмингам Сити. Този сезон той изигра всички мачове за отбора си и логично бе избран за играч сезона, като и помогна чуковете да завършат на 10-а позиция този сезон.
Следващия сезон 2008/09 той отново изигра всички мачове за отбора си, като не допусна гол в 10 мача.
Сезон 2009/10 отново бе успешен за Грийн, като той за трети пореден сезон играе всички мачове за отбора си. Този сезон той запазви 8 сухи мрежи. През юни 2012 се обявява, че Грийн напуска клуба, защото не успява да се разбере с отбора за договора си.